# ويندو سنايدر
ويندي ويندو سنايدر (بالإنجليزية: Mwende Window Snyder)‏ (من مواليد عام 1975) خبيرة أمنية لتقانة الحاسوب من أصل أمريكي، تعمل حاليًا بمنصب كبير ضباط الأمن في شركة سكوير. كانت في السابق من كبار مسؤولي الأمن في شركة أبل وشركة فاستلي وشركة إنتل وشركة موزيلا. عملت أيضًا بمثابة خبير استراتيجي أمني في شركة مايكروسوفت. وقد شاركت في تأليف كتاب «نماذج التهديدات»، وهو دليل قياسي حول أمن البرامج.

## سيرتها الذاتية
سنايدر هي ابنة لأب أمريكي وأم من أصل كيني تُدعى واوا مواسا. وهي تستخدم اسمها الأوسط ويندو؛ وأما اسمها الأول يستخدمه فقط أفراد أسرتها. تخرجت من جامعة تشويت روزماري هول عام 1993 وعملت في مجلس إدارة الجامعة نفسها. وفي الجامعة، حصلت على شهادة رائد في علوم الكمبيوتر، وخلال ذلك الوقت، اهتمت بالتشفير والتحليل وبدآ العمل بنشاط في موضوع الأمن الرقمي مع مجتمع قراصنة الحاسوب في بوسطن في فترة التسعينيات، لذا عملت على وضع أدواتها الخاصة باعتمادها على الأنظمة متعددة المستخدمين.
ثم تابعت هذا المسار الوظيفي باعتبارها واحدة من أوائل علماء الكمبيوتر المتخصصين في الأمن الرقمي، وذلك بمحاولتها الاستباقية لسدّ الفجوة بين الشركات والباحثين في مجال الأمن الرقمي الذين كثيرًا ما يُطلق عليهم اسم «القراصنة». حتى عام 2002، عملت سنايدر بمنصب مدير هندسة الأمن في شركة ستيك للخدمات الحاسوبية والأمنية. وبعد ذلك، عملت بمثابة خبير استراتيجي أمني في شركة مايكروسوفت داخل قسم هندسة الأمن والاتصالات. وخلال هذه الفترة، شاركت وتعاونت مع شركة سيكوريتي ديزاين لايفسايكل (إس دي إل)، وشاركت في تطوير منهجية جديدة لبرامج ونماذج التهديدات الأمنية، بالإضافة إلى العمل بمثابة خبير أمني رائد لنظام التشغيل ويندوز إكس بي وويندوز سيرفر 2003. نظمت سنايدر اجتماع المهندسين في شركة مايكروسوفت والقراصنة لإجراء حوار حول أمن البرامج والتطبيقات. بعد مغادرتها الشركة عام 2005، تقلدت منصب المدير والمؤسس والمدير التقني في شركة ماتاساونا، وهي شركة خدمات ومنتجات أمنية أُنشأت من قِبل مجموعة إن سي سي. انضمت سنايدر إلى شركة موزيلا في سبتمبر عام 2006.
في 10 ديسمبر من عام 2008، صرحت سنايدر بأنها سوف تغادر شركة موزيلا في نهاية العام ذاته. وفي 1 مارس عام 2010، بدأت سنايدر العمل في شركة أبل.
في عام 2015، تقلدت سنايدر منصب كبير مسؤولي الأمن في شبكة توصيل المحتوى مع شركة فاستلي.
أعلن نائب الرئيس والمدير العام لمجموعة البرامج والخدمات في شركة إنتل، دوج فيشر، في يوليو عام 2018 تعيين سنايدر لمنصب كبير مسؤولي الأمن في قسم أمن الأنظمة الأساسية في الشركة باعتبارها نائب الرئيس والمدير العام. ومنذ ذلك الحين غادرت شركة إنتل وانضمت إلى شركة سكوير وفي مايو عام 2019.

## أعمالها
- سويديرسكي، فرانك؛ سنايدر، ويندو (2004)، نماذج التهديد؛ خبيري مايكروسوفت، مطبعة مايكروسوفت، رقم الكتاب المعياري الدولي 0-7356-1991-3.

## ظهورها
تحدثت سنايدر في حواراتها ومقابلاتها عن التحديات التي تواجه أمن الحاسوب الرقمي في عدة مؤتمرات واجتماعات هاكاثون. في مايو 2017، تحدثت سنايدر عن تهديدات الجيل التالي، التي أطلقتها شركة تيكهولد، مجموعة البيانات الدولية في ستوكهولم، السويد. وفي وقت سابق من أبريل، شاركت سنايدر بمثابة متحدث رئيسي ضمن اجتماع عُقد في أمستردام. في نوفمبر، شاركت أيضًا في مؤتمر الأمن التابع لشركة أوريلي للأمن الرقمي. وفي أبريل عام 2018، شاركت في مؤتمر آر إس إيه. وفي أغسطس عام 2018، كانت سنايدر متحدثة رئيسية في مؤتمر القمة المفتوح الذي عقدته شركة لينكس.
وعلاوةً على ذلك، تحدثت عن المسارات الوظيفية للنساء في مجال الأمن الرقمي، مثلما حدث ذات مرة في ندوة النساء الخاصة بمجال التكنولوجيا في 6 مارس عام 2020 في حرم جامعة بيركلي.